# Объемлющая изотопия
В топологии, объемлющая изотопия, — это вид непрерывной деформации многообразия «объемлющего пространства», переводящее одно подмногообразие в другое. К примеру, в теории узлов два узла считаются одинаковыми, если можно произвести деформацию одного узла в другой, не разрывая его. Такая деформация является примером объемлющей изотопии.
Более точно, объемлющей для изотопии {\displaystyle f_{t}:X\to Y} называется изотопия {\displaystyle F_{t}:Y\to Y}, такая что {\displaystyle F_{t}|_{X}\equiv f_{t}}. Таким образом, для каждого {\displaystyle t} задан гомеоморфизм пространства {\displaystyle Y} на себя.
Два вложения {\displaystyle f_{0},f_{1}:X\to Y} называются объемлюще-изотопными, если существует изотопия {\displaystyle F_{t}:Y\to Y}, для которой {\displaystyle F_{0}=id} и {\displaystyle F_{1}(f_{0}(X))=f_{1}(X)}. Это влечёт за собой сохранение ориентации при накрывающей изотопии, к примеру, узел и его зеркальное отражение, вообще говоря, неэквивалентны.